# Triton (musique)
Pour les articles homonymes, voir Triton.

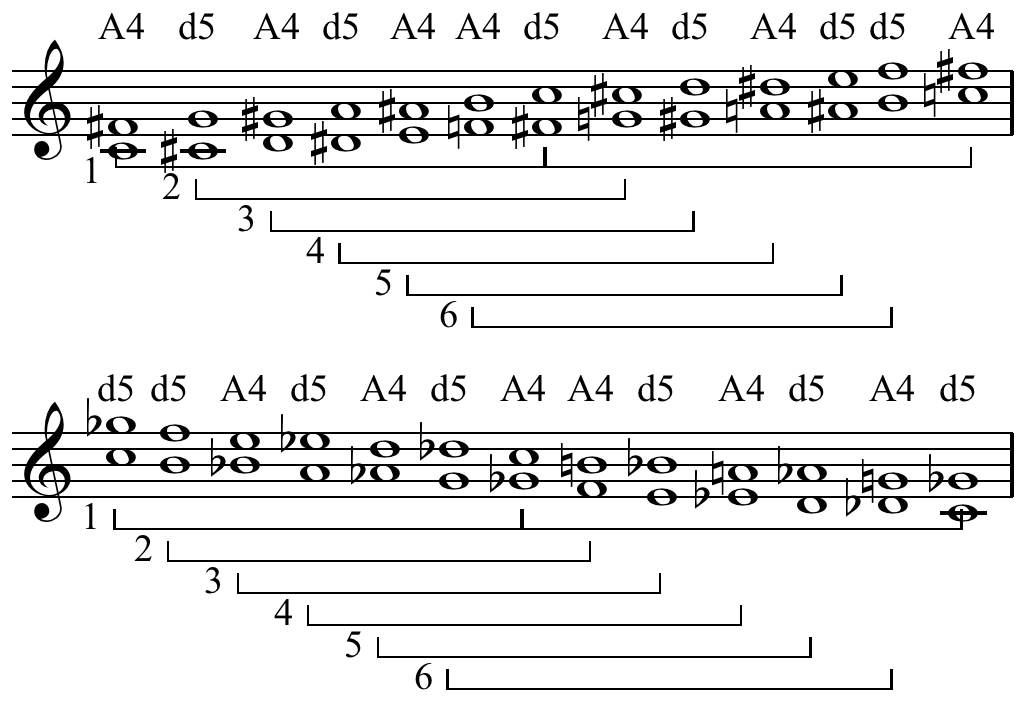
Tritons sur les gammes chromatiques (notation germanique des notes) :
- Première portée: quartes augmentées
- seconde portée : Quintes diminuées

En musique, le triton est un intervalle musical de trois tons, soit six demi-tons diatoniques. Il correspond soit à une quarte augmentée, soit à une quinte diminuée). Le terme « triton » vient du fait que cet intervalle fait exactement trois tons. La dissonance qui le caractérise lui a valu le surnom d'intervalle du diable ou de Diabolus in musica.

## Description formelle
Le triton a pour particularité d'être un intervalle à mouvement obligé (cet intervalle demande à être résolu du fait de la tension qu'il engendre),
Les intervalles fa - si, do - fa{\displaystyle \scriptstyle \ \sharp } et ré{\displaystyle \scriptstyle \ \flat } - sol sont des quartes augmentées (tritons si considérés ascendants, mais quintes diminuées si considérés descendants), mais l'intervalle entre do et sol{\displaystyle \scriptstyle \ \flat } sera considéré comme un triton uniquement si les notes sont présentées dans l'ordre suivant :  sol{\displaystyle \scriptstyle \ \flat } - do , car do - sol{\displaystyle \scriptstyle \ \flat } dans l'ordre ascendant est une quinte diminuée.
- Dans la gamme tempérée, le rapport de fréquences entre la note de base et celle qui lui est supérieure d'un triton est 21/2 ({\displaystyle \scriptstyle {\sqrt {2}}}).
- Dans la gamme pythagoricienne, ce rapport est 729/512 soit (9/8)3.
- Dans la gamme naturelle, ce rapport est 45/32, soit 9/8 x 9/8 x 10/9 : les trois tons sont en fait deux tons majeurs et un ton mineur.
- Dans l'harmonie classique, l'intervalle de triton est considéré comme l'intervalle dissonant par excellence. Il est également la « pierre angulaire » de la cadence parfaite.

## Emploi et connotation

### Diabolus in musica
Pendant le haut Moyen Âge, la composition musicale du chant grégorien n'hésitait pas à faire apparaître le triton dans les mélodies du septième mode, dont les développements autour de la corde modale du ré s'appuyaient à la fois sur le si (à la tierce inférieure) et sur le fa (à la tierce supérieure). Ce triton structurel contribue fortement à l'aspect désorientant du mode. Il est qualifié de « dissonance parfaite » ou d'« intervalle du diable ».
À la fin du Moyen Âge, le triton a été systématiquement évité car jugé trop dur à l'oreille, ce qui lui valut le surnom de « Diabolus in musica » (litt. « le diable dans la musique »).
L'expression « mi contra fa est diabolus in musica » est citée pour la première fois en 1702 par le musicien et théoricien Andreas Werckmeister en référence au système de Guido d'Arezzo. Cet intervalle engendre une attente ou tension pour l'auditeur, contrairement à une quarte juste qui produit un effet conclusif et apaisant appelé aussi résolution. Cet effet d'intervalle désagréable était d'autant plus présent que, contrairement à aujourd'hui, les instruments n'étaient pas tempérés.

« Il semble avoir été envisagé comme un « intervalle dangereux » lorsque Guido d'Arezzo développa son système hexacordal avec l'introduction du si{\displaystyle \scriptstyle \flat } en tant que note diatonique, tandis que l'intervalle recevait en même temps son surnom de Diabolus In Musica : le diable dans la musique. »

— Denis Arnold, « Tritone ».
En raison de cette association symbolique originelle, les sonorités de l'intervalle ont été, dans l'inconscient populaire, culturellement assimilées à quelque chose de diabolique. Aussi, de nos jours, l'emploi du triton tend souvent à connoter un sentiment « malsain » ou « maléfique », surtout quand sa dissonance est utilisée sans fonctionnalité tonale.
Dans les clochers, l'intervalle de triton entre deux cloches est évité pour ces mêmes raisons.[réf. nécessaire] On l’entend cependant à l’horloge du Capitole, Hôtel de Ville de Toulouse, pour la sonnerie des quarts, depuis l’ajout d'une cloche Louison de 1838 (quinte diminuée descendante mi-si bémol) à deux cloches Vignes de 1768 (survivantes de l’ancien carillon de 9 cloches installé par Cammas), la plus grosse, dite cloche des Capitouls, sonnant les heures.
Néanmoins, certains compositeurs continuent de l'utiliser dans la musique profane pour surprendre et déstabiliser l'auditeur. Comme le fait remarquer Umberto Eco, dans son Histoire de la Laideur (p. 421 - Flammarion, 2007), « il a été utilisé par Bach, par Mozart dans Don Giovanni, par Liszt, Moussorgski, Sibelius, Puccini (dans la Tosca), jusqu'à Bernstein dans West Side Story ; il sert aussi à suggérer des apparitions infernales, comme dans La Damnation de Faust de Berlioz ».
Chez Bach, on le retrouve souvent (divertissement de la seconde fugue en ut mineur du premier livre du Clavier bien tempéré par exemple) pour souligner un aspect marquant du discours musical. Un autre emploi de cet intervalle est le ballet L'Oiseau de feu d'Igor Stravinsky où il revient souvent comme un leitmotiv car associé (entre autres) au personnage de l'Oiseau de Feu. L'Introduction et particulièrement les toutes premières mesures aux violoncelles et contrebasses reposent entièrement sur cet accord de triton
On entend aussi fréquemment cet intervalle dans les klaxons, ce qui leur donne cette sonorité agressive. On l'entend également dans diverses sonneries destinées à attirer l'attention, comme certaines alarmes incendie.

### Blue note
Le triton est la note bleue, dans le cas de la note bleue, les modifications sont parfois microtonales, de la gamme pentatonique mineure et se retrouve dans certains genres musicaux tel que le jazz, le blues et leur dérivées, comme le rock, ainsi que ses sous-genres, comme le hard rock et le heavy metal depuis au moins le morceau Black Sabbath, sur l'album du groupe éponyme Black Sabbath.

## Notation

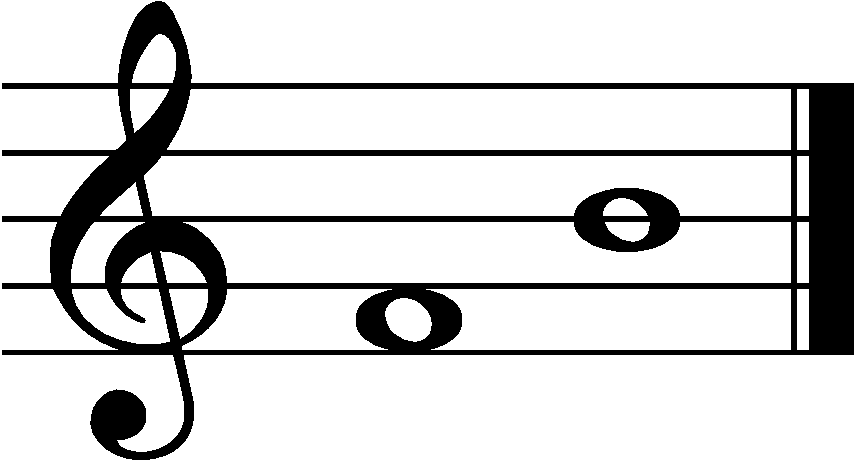
Triton (quarte augmentée) fa-si

## Exemples à écouter
| Fichier audio                                             |  |
| Triton do-fa# (imitation de violoncelle par synthétiseur) |  |
|                                                           |  |
| Des difficultés à utiliser ces médias ?                   |  |
| modifier                                                  |  |